# Thymus pseudohirsutus
Thymus pseudohirsutus — вид рослин родини глухокропивові (Lamiaceae), ендемік Туреччини.

## Поширення
Ендемік Туреччини (азійська частина).